# 윌리엄 F. 올브라이트

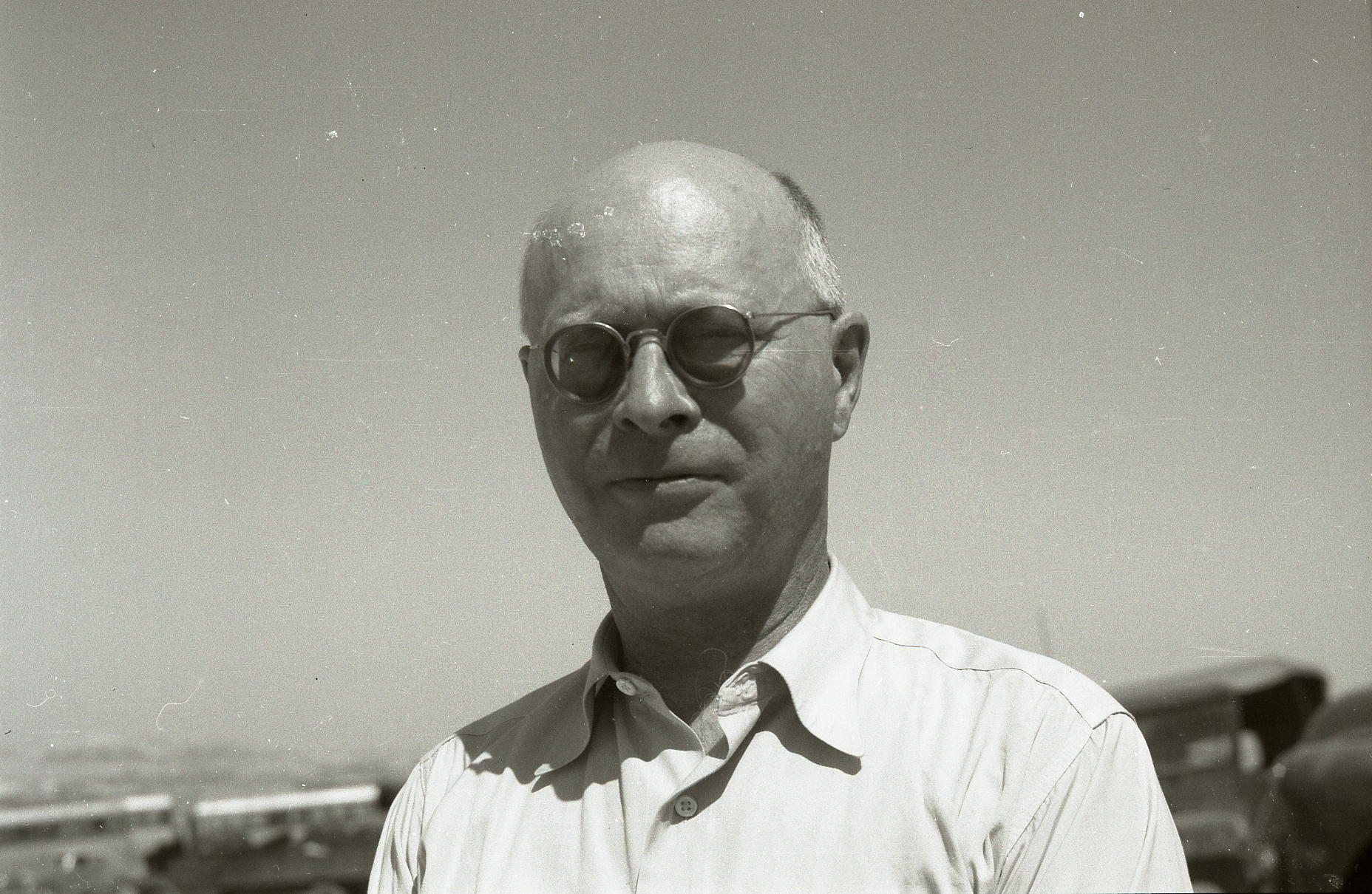
윌리엄 올브라이트, 1950년

윌리엄 폭스웰 올브라이트(William Foxwell Albright, 1891년 5월 24일 ~ 1971년 9월 19일)는 칠레 태생의 미국의 고고학자이자 성서학자, 문헌학자이며, 도예 전문가였다. 그는 "20세기 가장 영향력 있는 미국 성서학자 중 한 명"으로 여겨지며, 사해 문서의 진위를 입증하는 데 기여하여 1948년에 대중에게 알려졌다. 그는 성서고고학의 선도적인 이론가이자 실천가였으며, 성서고고학 운동의 창시자로 간주된다. 올브라이트는 1930년부터 1958년까지 존스 홉킨스 대학교에서 셈족 언어학과 W. W. 스펜스 교수로 재직했으며, 1922년부터 1936년 사이에 예루살렘의 미국 동양학 연구학교(American School of Oriental Research)의 소장을 여러 차례 역임했다.

## 생애
올브라이트는 1891년 5월 24일 칠레 코킴보에서 미국인 복음주의 감리교회 선교사 윌버 핀리 올브라이트와 콘월계 미국인 제핀 바이올라 폭스웰의 여섯 자녀 중 장남으로 태어났다. 그는 어퍼 아이오와 대학교를 졸업했다. 1921년 루스 노턴(1892~1979)과 결혼하여 네 아들을 두었다. 그는 1916년 볼티모어의 존스 홉킨스 대학교에서 박사 학위를 받았고 1927년 그곳에서 교수로 임용되었다. 올브라이트는 1930년부터 1958년 은퇴할 때까지 W. W. 스펜스 셈족 언어학과 교수로 재직했다. 그는 1922년부터 1929년, 그리고 1933년부터 1936년까지 예루살렘의 미국 동양학 연구학교 소장으로 재직했으며, 기브아 (텔 엘-풀, 1922년)와 텔 베이트 미리심 (1926, 1928, 1930, 1932년)과 같은 팔레스타인 지역의 유적지에서 중요한 고고학적 작업을 수행했다.

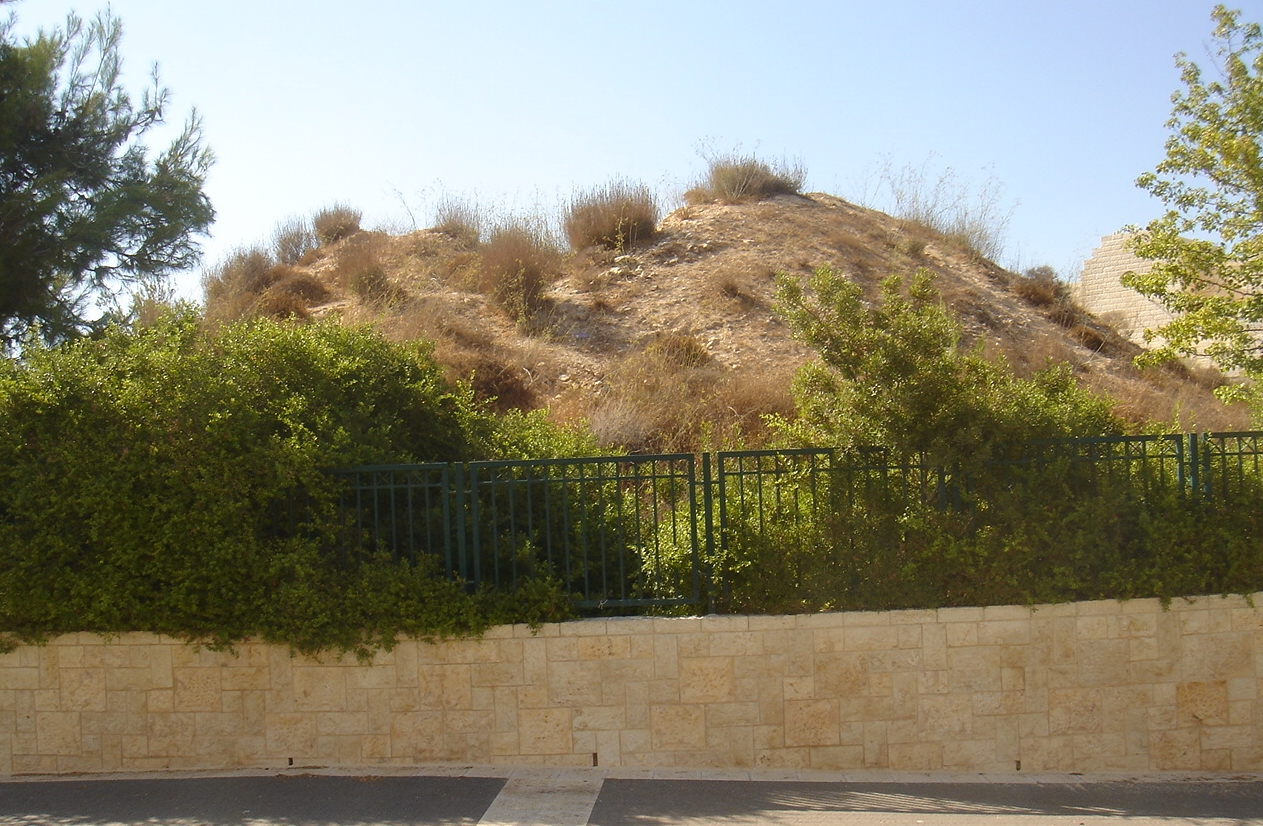
올브라이트가 1923년 발굴한 투물루스 2 (예루살렘). 발굴 당시의 트렌치가 구조물 상단에 여전히 보인다.

올브라이트는 1948년 사해 문서의 진위를 입증하는 데 기여하여 대중에게 알려졌지만, "사회적, 정치적 구조, 종교적 개념과 관습, 그리고 성경에서 발견되거나 성경에 언급된 민족들과 관련된 다른 인간 활동과 관계에 빛을 비추는 고고학 분야"인 성서고고학의 선도적인 이론가이자 실천가로서 학문적 명성을 얻었다. 그러나 올브라이트는 문자주의자는 아니었다. 예를 들어, 그의 저서 『야훼와 가나안의 신들』에서 그는 야훼교와 고대 가나안 종교가 상호 관계를 가졌으며, "기원전 10세기경부터 5세기까지 지속된 교류에서 양측 모두 많은 것을 얻었다"고 주장했다.
주로 성서고고학자였지만, 올브라이트는 박식가로서 거의 모든 근동 연구 분야에 기여했다. 그의 연구 범위의 한 예는 1953년 논문 "이집트에서 온 이스라엘과 유다의 연대기 및 역사에 대한 새로운 빛"으로, 이 논문에서 그는 이집트 파라오 셰숑크 1세(성경의 시삭)가 기원전 945년에서 940년 사이에 즉위했음을 밝혀냈다.
다작 작가였던 그는 『야훼와 가나안의 신들』 외에도 『팔레스타인 고고학: 석기 시대부터 기독교까지』, 『아브라함부터 에즈라까지의 성경 시대』 등을 저술했다. 또한 그는 『앵커 바이블』 시리즈의 예레미야, 마태오의 복음서, 요한의 묵시록 편을 편집했다.
평생 동안 올브라이트는 수많은 상, 명예 박사 학위, 메달을 받았고 "야키르 예루살림 (예루살렘의 귀한 시민)"으로 선포되었는데, 이 칭호는 유대인이 아닌 사람에게는 처음 수여된 것이었다. 그는 1929년 미국철학학회 회원으로 선출되었다. 그는 1955년 미국 미국국립과학원 회원으로, 1956년 미국 예술 과학 아카데미 회원으로 선출되었다. 1971년 9월 19일 그가 사망한 후, 그의 유산은 그의 작업에 영감을 받아 올브라이트가 개척한 분야를 전문으로 한 많은 학자들을 통해 이어졌다. 예루살렘의 미국 동양학 연구학교(American Schools of Oriental Research)는 올브라이트의 고고학적 업적을 기리기 위해 올브라이트 고고학 연구소로 개명되었다.

## 역사 연구와 가설
1930년대부터 사망할 때까지 그는 성서고고학의 대부이자 인정받는 성서고고학 운동의 창시자였다. 성경 기록의 역사성에 대한 독일 성서비평학의 배경에서 출발한 올브라이트는 고고학 분야의 독창적인 작업(그리고 팔레스타인과 성지의 표준 도자기 유형학 개발)을 통해 이스라엘 역사의 성경 기록이 당시 지배적이던 독일 성서 비평과는 달리 대체로 정확하다는 결론을 내렸다. 이 분야는 학자들 사이에서 여전히 논란의 여지가 많다. 올브라이트의 제자 조지 어니스트 라이트는 세겜과 게셀에서 결정적인 작업을 수행하며 성서고고학 운동의 리더십을 계승했다. 올브라이트는 그의 작업을 이어받고 그의 관점을 유지한 세계적인 이스라엘 고고학자들의 첫 세대에 영감을 주고 훈련시켰으며 함께 일했다.
프랭크 무어 크로스, 레이먼드 E. 브라운과 같은 다른 학생들은 성경 및 고대 근동 연구 분야, 특히 북서 셈어 비문 및 고문서학 분야에서 국제적인 리더가 되었다. 유니온 신학대학원의 히브리어 및 구약 해석 교수인 존 브라이트 (성경학자)(존스 홉킨스 박사, 1940년)는 "구약의 첫 번째 저명한 미국 역사가"이자 "아마도 올브라이트 학파의 가장 영향력 있는 학자"가 되었는데, 이는 그의 "윌리엄 제임스와 유사한 뚜렷한 미국적 상식적 특징" 때문이었다. 따라서 올브라이트와 그의 학생들은 1940년대부터 1970년대까지 미국의 고등 교육 전반에 걸쳐 광범위한 영향을 미쳤으며, 이후 T. L. 톰슨, 존 반 세터스, 닐스 페터 렘케, 필립 R. 데이비스와 같은 수정주의 학자들이 올브라이트의 고고학이 성경에 제시된 이스라엘 역사의 큰 틀을 지지한다는 견해에 대한 최소주의적 비판을 발전시키고 제시했다. 다른 학문 분야의 박식가들(예: 에드문트 후설의 현상학, 막스 베버의 사회학 및 종교사회학)처럼 올브라이트는 성서고고학 분야를 창조하고 발전시켰으며, 이 분야는 현재 전 세계 대학에서 가르쳐지고 있으며 국가, 문화, 종교를 초월한 전문가들을 배출하고 있다.

## 영향과 유산
올브라이트가 1932년 《미국 동양학 연구학교 연보》에 발표한 텔 베이트 미리심 발굴과 1938년 및 1943년 청동기 시대 및 철기 시대 지층에 대한 설명은 도자기 유형을 기반으로 한 유적지 연대 측정에 큰 기여를 했으며, 이는 현재까지도 사용되고 있다. "이 작업으로 올브라이트는 이스라엘 고고학을 이전의 모습(즉, 세부 사항이 대략적으로 잘 설명되어 있지만 가능한 한 일반적이고 종종 완전히 틀린 무관심한 연대기적 틀 속에서 이루어지는 발굴)에서 과학으로 전환시켰다."
1931년부터 1968년까지 《미국 동양학 연구학교 회보》의 편집자로서 올브라이트는 성경 연구와 팔레스타인 고고학에 영향을 미쳤다. 올브라이트는 "성서고고학"을 옹호했는데, 동료 성서고고학자 윌리엄 G. 데버에 따르면 고고학자의 임무는 "성경을 조명하고, 이해하며, 가장 과도하게는 '증명'하는 것"이었다. 여기에서 올브라이트의 미국 감리교회적 upbringing이 분명히 드러났다. 예를 들어 그는 "전반적으로 창세기의 그림은 역사적이며, 인물(예: 아브라함)의 생애 세부 사항의 일반적인 정확성을 의심할 이유가 없다"고 주장했다. 마찬가지로 그는 고고학이 출애굽기의 본질적인 역사성과 여호수아기 및 판관기에 묘사된 가나안 정복을 증명했다고 주장했다.

그가 사망한 이후 올브라이트의 방법론과 결론은 점점 더 의문이 제기되었다. 1993년 윌리엄 G. 데버는 다음과 같이 썼다. 
[올브라이트의] 핵심 가설들은 모두 뒤집혔는데, 부분적으로는 성서비평학의 추가적인 진전 때문이지만, 주로 그 자신이 격려와 추진력을 주었던 젊은 미국 및 이스라엘 학자들의 지속적인 고고학 연구 때문이다. 아이러니하게도 장기적으로는 '성서고고학'이 아닌 새로운 '세속' 고고학이 성경 연구에 가장 크게 기여하게 될 것이다.

성서학자 토마스 L. 톰슨은 2002년에는 "성서고고학"의 방법론도 구식이 되었다고 썼다. 
라이트와 올브라이트의 역사적 해석은 객관적이라고 주장할 수 없다. 이는 대표성이 거의 없는 선별을 통해 데이터를 왜곡하고, 2천 년대 초반의 역사 데이터 부족을 무시하며, 조사되지 않은 성경 텍스트를 기반으로 가설을 의도적으로 설정하여 "확률의 균형"과 같은 (이 시기에는) 의미 없는 수학적 기준에 의해 증명하려 하기 때문이다. ...

## 저술
- 팔레스타인 고고학: 석기 시대부터 기독교까지 (1940년/1960년 개정판)
- 석기 시대부터 기독교까지: 유일신론과 역사적 과정, 존스 홉킨스 출판부, 1946년
- 성경 세계의 관점. 예루살렘: 국제 출판 회사, 1959년.
- 야훼와 가나안의 신들: 대조되는 두 신앙의 역사적 분석 (1968년)
- 마태오 (C. S. 만과 공저) 앵커 바이블 시리즈 (1971년) ISBN 9780385086585
- 아브라함부터 에즈라까지의 성경 시대
- Albright, William F. (1923). 《Interesting finds in tumuli near Jerusalem》. 《Bulletin of the American Schools of Oriental Research》 10. 1–3쪽. doi:10.2307/1354763. JSTOR 1354763. S2CID 163409706.
- Albright, William F. (1953). 《New Light from Egypt on the Chronology and History of Israel and Judah》. 《Bulletin of the American Schools of Oriental Research》 130. 4–11쪽. doi:10.2307/3219011. JSTOR 3219011. S2CID 163812912.

## 같이 보기
- 성서고고학
- 성서고고학의 유물 목록
- 성경 세계의 관점

### 참고 문헌
- Albright, W. F. (1932). 《The Fourth Joint Campaign of Excavation at Tell Beit Mirsim》. 《Bulletin of the American Schools of Oriental Research》. 3–17쪽. doi:10.2307/1354857. ISSN 2161-8062. JSTOR 1354857. S2CID 163635123.
- ———  (1961). 《In Memory of Louis Hugues Vincent》. 《Bulletin of the American Schools of Oriental Research》 164. 1–4쪽. doi:10.1086/BASOR1355747. ISSN 2161-8062. JSTOR 1355747. S2CID 167012806.
- Dever, William G. (1993). 《What Remains of the House that Albright Built?》. 《The Biblical Archaeologist》 56. 25–35쪽. doi:10.2307/3210358. ISSN 0006-0895. JSTOR 3210358. S2CID 166003641.
- Hayes, John H., 편집. (1999). 〈Bright, John〉. 《Dictionary of Biblical Interpretation》 1. Nashville, Tennessee: Abingdon Press.
- Heim, Ralph D. (1973). 〈Jacob Martin Myers〉 (PDF).   Bream, Howard N.; Heim, Ralph D.; Moore, Carey A. 《A Light Unto My Path: Old Testament Studies in Honor of Jacob M. Myers》. Philadelphia: Temple University Press. xi–xiii쪽. ISBN 978-0-87722-026-8.
- Levy, Thomas E.; Freedman, David Noel (2009). 〈William Foxwell Albright〉. 《Biographical Memoirs》 91. Washington: National Academy of Sciences. 2–29쪽. ISBN 978-0-309-14560-2. 2020년 6월 2일에 확인함 – The Bible and Interpretation 경유.
- Lieberman, Stephen J. (1991). 《Review of A Scientific Humanist: Studies in Memory of Abraham Sachs, Edited by Erle Leichty, Maria deJ. Ellis, and Pamela Gerardi》. 《Journal of the American Oriental Society》 111. 148–150쪽. doi:10.2307/603771. ISSN 0003-0279. JSTOR 603771.
- Long, Burke O. (1997). 《Planting and Reaping Albright: Politics, Ideology, and Interpreting the Bible》. University Park, Pennsylvania: Pennsylvania State University Press. ISBN 978-0-271-01576-7.
- Meyers, Eric M., 편집. (1997). 《The Oxford Encyclopedia of Archaeology in the Near East》 1. Oxford University Press. doi:10.1093/9780195065121.001.0001. ISBN 978-0-19-506512-1.
- Prag, Kay (1973). 《Nelson Glueck (1900–1971): An Appreciation》. 《Levant》 5. vii–ix쪽. doi:10.1179/lev.1973.5.1.v. ISSN 1756-3801.
- Rowse, A. L. (1969). 《The Cousin Jacks: The Cornish in America》. New York: Charles Scribner's Sons.
- Running, Leona G. (2007). 〈Albright, William Foxwell (1891–1971)〉.   McKim, Donald K. 《Dictionary of Major Biblical Interpreters》. Downers Grove, Illinois: InterVarsity Press. 103–107쪽. ISBN 978-0-8308-2927-9.
- Running, Leona G.; Freedman, David Noel (1975). 《William Foxwell Albright: A Twentieth-Century Genius》. New York: Morgan Press. ISBN 978-0-8467-0071-5. 2020년 6월 2일에 확인함.
- Sanders, Seth (2004). 《Review of The Early History of God: Yahweh and the Other Deities in Ancient Israel (2nd ed.), by Mark S. Smith》. 《Journal of Hebrew Scriptures》 4. ISSN 1203-1542. 2019년 11월 16일에 원본 문서에서 보존된 문서. 2020년 6월 2일에 확인함.
- Sherrard, Brooke (2011). 《American Biblical Archaeologists and Zionism: The Politics of Historical Ethnography》 (PhD dissertation). Tallahassee, Florida: Florida State University. 2020년 6월 2일에 확인함.
- Tatum, Lynn (1995). 《Review of Recent Archaeological Discoveries and Biblical Research, by William G. Dever》. 《The Jewish Quarterly Review》 85. 464–466쪽. doi:10.2307/1454746. ISSN 1553-0604. JSTOR 1454746.
- Thiollet, Jean-Pierre (2005). 〈William Foxwell Albright〉. 《Je m'appelle Byblos》 (프랑스어). Éditions H & D.
- Thompson, Thomas L. (2002). 《가부장 이야기의 역사성: 역사적 아브라함에 대한 탐구》 2판. Valley Forge, Pennsylvania: Trinity Press International. ISBN 978-1-56338-389-2.

## 추가 자료
- Davis, Thomas W. (2004). 《Shifting Sands: The Rise and Fall of Biblical Archaeology》. New York: Oxford University Press. doi:10.1093/0195167104.001.0001. ISBN 978-0-19-516710-8.
- Elliott, Mark (2002). 《Biblical Interpretation Using Archeological Evidence, 1900–1930》. Lewiston, New York: E. Mellen Press. ISBN 978-0-7734-7146-7.
- Finkelstein, Israel; Silberman, Neil Asher (2001). 《성경 발굴: 고대 이스라엘과 성스러운 텍스트의 기원에 대한 고고학의 새로운 비전》. New York: Free Press. ISBN 978-0-684-86912-4.
- Grena, G. M. (2004). 《LMLK: 왕에게 속한 미스터리》 1. Redondo Beach, California: 4000 Years of Writing History. ISBN 978-0-9748786-0-7.
- Feinman, Peter D. (2004). 《윌리엄 폭스웰 올브라이트와 성서고고학의 기원》. Berrien Springs, Michigan: Andrews University Press. ISBN 978-1-883925-40-6.
- Freedman, David Noel; MacDonald, 로버트 B.; Mattson, 다니엘 L. (1975). 《윌리엄 폭스웰 올브라이트의 출판된 저작: 종합 서지》. Cambridge, Massachusetts: American Schools of Oriental Research. OCLC 1283778.
- Machinist, Peter. "William Foxwell Albright: the man and his work." In The Study of the Ancient Near East in the 21st Century: the William Foxwell Albright Centennial Conference, pp. 385-403. Winona Lake, In: Eisenbrauns, 1996.
- Van Beek, Gus W., 편집. (1989). 《윌리엄 폭스웰 올브라이트의 학문: 평가》. Atlanta, Georgia: Scholars Press. doi:10.1163/9789004369504. ISBN 978-1-55540-314-0.
- Van Beek, Gus W. "William Foxwell Albright: A Short Biography." In The Scholarship of William Foxwell Albright: An Appraisal, pp. 7-15. Brill, 1989.